# トッカルビ
トッカルビ (떡갈비、トㇰ（餅）＋カㇽビ（骨付き牛バラ肉）) は韓国料理の肉料理の一種である。

## 概要
全羅南道と光州広域市の松汀里が発祥地とされるが、現在は韓国各地で食べられている。本来は牛カㇽビ肉を叩いてミンチ状にしてニンニク、ネギ、ショウガ、ナシなどとともに味付けした後、あばら骨にのせて焼いた料理とされるが、現在では牛肉と豚肉を混ぜたり、鶏肉を混ぜるようになり、逆に牛肉だけのトッカㇽビは「韓牛トッカㇽビ（한우 떡갈비）」と呼ばれるようになった。これら調味したハンバーグに似た挽肉を肋骨とともに四角いトㇰの形にした後、炭火の両面グリルで焼いて食べる。トッカㇽビと通常フライパンで料理されるハンバーグの相違点も様々指摘されているが、違いは形だけである場合もある。

## 歴史
光州広域市松汀里では1955年頃から提供され始め、松汀里では1960年代に、全羅南道潭陽郡では1970年頃から「トッカㇽビ」の名で提供されるようになった。それ以前は、単に「カㇽビ」あるいは、老人にも食べやすく調理されていたことから「孝カㇽビ（효갈비）」「老カㇽビ（노갈비）」と呼ばれていたと言われる。豚肉を混ぜたトッカㇽビが登場したのはアジア通貨危機後の1990年代後半で、牛肉が値上がりしたため価格を抑えようと混ぜ始めたものだが、これが好評を呼び豚肉入りトッカㇽビが一般化した。牛肉と豚肉を半分ずつ混ぜる理由は、牛肉のみでは味が硬いので、適当に油分を混ぜるために豚肉を入れる。一方、鶏肉を入れる場合は、豚肉の臭いを嫌う客のために臭いがなく味が香ばしい鶏肉を混ぜていると説明している。一般的に、トッカㇽビを食べる前に残ったカㇽビの骨でスープを茹でて飲んだりもする。
光州では、松汀里にある光山区役所周辺の路地がトッカㇽビ食堂で有名で、全羅南道潭陽郡でもトッカㇽビを郷土料理として売っている。

## 作り方
- 骨付き牛肉のリブから肉を切り落としてミンチにする。
- 塩・黒コショウ・ショウガ汁・醤油・みじん切りにしたにんにくと玉ねぎ・韓国清酒・砂糖・ごま油といった調味料・香辛料と混ぜ合わせた調味液を作る。調味液は事前に沸騰させて濾しておき、冷ます。
- 調味液とミンチ肉をマリネし、整形して骨につけ、炭火で焼く[8]。
- グリルに乗せ、肉のパテにソースを塗りながら焼く。